# Gephyrophora rubra
Gephyrophora rubra är en mossdjursart som beskrevs av Osburn 1940. Gephyrophora rubra ingår i släktet Gephyrophora och familjen Gigantoporidae. Inga underarter finns listade i Catalogue of Life.